# Abraham Berliner

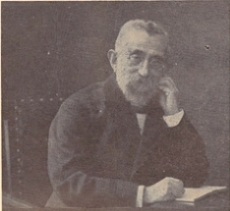
Abraham Berliner

Abraham Berliner (geboren am 1. Mai 1833 in Obersitzko, Preußen; gestorben am 21. April 1915 in Berlin) war ein deutscher jüdischer Gelehrter, Literaturhistoriker, seit 1873 Dozent für jüdische Geschichte und Literatur am Rabbinerseminar zu Berlin, Begründer (1874) und bis 1893 Herausgeber des Magazins für die Wissenschaft des Judentums, Mitbegründer der orthodoxen Berliner Adass Jisro’el-Gemeinde und Vorsitzender ihrer Repräsentantenversammlung.
Weiter lieferte er u. a. kritische Ausgaben (Raschi zum Pentateuch, 1905; Targum Onkelos, 1884) und geschichtliche Darstellungen (Aus dem Leben der deutschen Juden im Mittelalter, 1900).
Die Stadtbibliothek Frankfurt am Main erwarb 1899 große Teile der Privatbibliothek Abraham Berliners. Weitere Bestände gingen nach Berliners Tod ebenfalls nach Frankfurt. Die Sammlung Berliner, soweit erhalten, ist heute Bestandteil der Hebraica- und Judaica-Sammlung der Universitätsbibliothek Frankfurt am Main.